# Maximilian Entrup
Maximilian Entrup, född 25 juli 1997 i Wien, är en österrikisk fotbollsspelare som spelar för Hartberg och Österrikes herrlandslag i fotboll.